# 魔獸世界：浩劫與重生
《魔獸世界：浩劫與重生》大型多人在线角色扮演游戏《魔獸世界》繼《燃烧的远征》、《巫妖王之怒》後的第三部資料片。本資料片於2009年8月21日於美國加州安納海姆舉行的2009暴雪嘉年华中被正式公佈。

## 简介
在《大地的裂变》中，聯盟和部落将各增加一個新種族，哥布林加入部落，而狼人則加入了聯盟。新资料片将玩家等级从80提升至85。由于整個艾澤拉斯世界的生態和地形发生了重大改變，大部分地区的任务得到重新制作，并新增了一些区域和地下城。可以在艾澤拉斯大陸騎乘飛行坐騎。

## 剧情發展
在联盟和部落与巫妖王阿薩斯的恶战仍在继续的时候，一些神秘的陌生人开始到处散播世界末日的谣言，而原本沉睡的元素生物开始变得躁动不安。在上一次上古之战后，墮落的大地守護者——死亡之翼耐萨里奥慢慢的從所受的傷勢中復原，靜候他能用復活之火重新吞噬世界的時機來臨。
死亡之翼带着复仇的怒火重回艾澤拉斯。他破巢而出的那一刻割裂了整個世界，在艾澤拉斯大陸上留下一道無法抹滅的傷痕。联盟和部落在争夺日益稀少的资源的同时，也肩负起了保护艾泽拉斯不被毁灭的重任。
當北裂境遠征軍凱旋歸來時，卻發現艾澤拉斯因捉摸不定的元素力量而動盪不安。這場騷動代表瘋狂的守護巨龍毀滅者死亡之翼的歸來，他從元素界域深處的巢穴破土而出，將艾澤拉斯撕成碎片。隨著元素領域現已對世界開啟，混亂的元素生物以及它們的殘暴領主相繼出現，幫助毀滅者和恐怖的暮光之錘信徒帶來暮光之時：艾澤拉斯的末日。

### 赞达拉的崛起（Rise of the Zandalari）（4.1版补丁）
贊達拉有感於食人妖近來慘痛的傷亡，而遠渡重洋與其他食人妖重聚。他們打算重建那曾經強盛的食人妖帝國。贊達拉修復了失落之城祖爾格拉布和祖阿曼，並開始屠殺那些住在「他們的領地」的生物。這股迅速擴張的食人妖勢力想對艾澤拉斯所有其他種族發動戰爭，但暗矛部族的高貴領袖沃金挺身反對這個殺戮計畫。沃金聯合部落和聯盟的英雄向贊達拉發動攻擊，他們將盡一切努力阻止這場浩劫。

### 火焰的愤怒（Rage of the Firelands）（4.2版补丁）
經過一系列的慘烈大戰後，艾澤拉斯的英雄們終於將火焰之王拉格納羅斯以及其元素爪牙驅逐出海加爾山。然而，海加爾的威脅依然存在，德魯伊背叛盟友加入元素勢力。艾澤拉斯的防衛者們擔心未來將發生另一次元素入侵，於是先發制人攻入拉格納羅斯的巢穴，火源之界。在這個被熊熊烈焰包圍的元素領域裡，拉格納羅斯擁有最強的力量，只有部落和聯盟最強大的勇士聯合大德魯伊瑪法里恩‧怒風的力量，才有希望戰勝炎魔。

### 暮光审判（Hour of Twilight）（4.3版补丁）
現在，毀滅者死亡之翼已經瘋狂至極，他一心想讓全世界陷入暮光之時，想要一個只有死亡的未來。於是古時遺失的強大神器巨龍之魂，成為了唯一能夠阻止死亡之翼的武器。因此艾澤拉斯的防禦者，守護巨龍，派出一批最勇敢的英雄穿越時空尋找它的下落。儘管在時間之道的旅途中遭到來自巨龍軍團的攔截，英雄們仍然成功帶回神器，並交到睿智的薩滿索爾手中。在索爾的幫助下，巨龍之魂揮發作用並與毀滅者展開了一場殊死之戰，從艾澤拉斯的上空一直延續到世界動盪的中心大漩渦。在巨龍和盟軍的同心協力下，死亡之翼的瘋狂行徑終於畫下句點。

## 全新遊戲特性
為了能夠在災難後而支離破碎的世界中生存下去，兩個全新種族——狼人與哥布林——將加入部落與聯盟的生存之戰。

### 哥布林
原本曾是凱贊島上叢林食人妖的奴隸，哥布林被迫在卡雅羅山的火山坑道中挖掘卡亚矿石。
食人妖在他們的巫毒儀式中使用這種強大的礦物，但它也對這些長期接觸礦石的奴隸產生了意想不到的作用：卡亚讓哥布林產生出令人驚訝的狡猾與智力。他們秘密地製造強大的工程學與鍊金術神器，很快地哥布林推翻了他們的壓迫者，並且佔據凱贊作為自己的家鄉。原本做為牢房的礦坑、奴隸營和他們的反抗基地現在變成了幽坑城。從島上的中心網狀散佈著令人頭暈的隧道、洞窟和熔岩管道，幽坑城正是哥布林複雜而無法預料心智的縮影。
哥布林貪婪的天性很快地讓他們成為重商主義中的佼佼者。在第一次大戰時，腦筋動得快的哥布林很快就學會如何從中獲取利益，並以貿易親王之名崛起。他們聚集了龐大的財富，而凱贊島也成為了哥布林商船艦隊的集散中心。在第二次大戰中，其中一位貿易親王同意對部落提供其集團的協助。在部落戰敗後，哥布林記取了他們夥伴失敗的教訓，並發現他們不該侷限於如此狹隘的合作關係之中。到了第三次大戰接近尾聲時，哥布林 已經懂得提供部落與聯盟雙方有關武器、載具與各式唯利是圖的服務。但這種關係無法永遠維持下去……
一直到了最近，科赞的哥布林在聯盟中發現了新的敵人——與聯盟突如其來的、同時毫無利益可圖的衝突不斷興起，這使得部份的貿易親王們原先抱持的中立地位開始動搖。與過往的盟友重修舊好之後，哥布林隨即投向部落的懷抱。

哥布林可以使用除德魯伊及聖騎士以外的所有職業。

### 狼人
狼人是一支充滿野性、半人半狼的種族，光是提起他們的名字就足以讓人害怕。各種論述都提及了他們的歷史，然而狼人的起源卻依舊是個謎團。
根據記載狼人在卡林多存在了相當時間。事實上，近來越來越多證據顯示他們的真實起源可能與夜精靈有某些關係，以及卡林多古代的一個秘密德魯伊組織。然而在新的證據被發現之前，這一切都還只是推論。
狼人首次在東部王國出現的記錄可以追溯到第三次戰爭，當大法師阿魯高利用這些狼人對抗天譴軍團。阿魯高的武器很快就轉而對抗他，然而，隨著狼人的詛咒迅速地在人類族群中蔓延，也開始將普通的男女轉變為飢餓而狂野的生物。
阿魯高將許多狼人當成自己的孩子並且躲入了席瓦萊恩男爵之前的居所中，現在被稱為影牙城堡。但是詛咒並未受到控制。它繼續在銀松森林延續著，甚至擴散到高牆包圍的吉爾尼斯，而詛咒迅速地蔓延全國。
吉爾尼斯的居民發現自己被困住了，沒有一絲逃脫的希望。他們躲入自己孤立的領土中，在其中苟延殘喘並且畏懼着牆欄之外的野蠻掠食者。
緊繃的壓力在這些難民之中一天天增加，最終導致了一場內戰讓這個即將面臨戰爭的國家更加不穩。
然而，在吉爾尼斯中依然有人懷抱著希望。許多人相信狼人詛咒的治療方法是存在的，但也有許多人早已放棄，懼怕着如果一旦壁壘崩潰，他們也將永遠失去人性。

狼人可以使用除聖騎士及薩滿以外的所有職業。

### 重製經典區域
在經歷死亡之翼的破壞後，整個艾澤拉斯的地理及生態發生了重大改變，大多數地區有許多新的故事供玩家重新探索。

### 團隊與副本
大部分的經典5人副本都將進行一定程度的重製，不僅符合故事線的進行，也為了配合升級過程，而其中死亡礦坑和影牙城堡另有85級5人英雄模式，此外經典20人團隊祖爾格拉布與<<魔獸世界：燃燒的遠征>>10人團隊祖阿曼也因為Patch 4.1故事線的進行而重製為85級5人英雄模式副本。
在Patch 4.3的團隊巨龍之魂，新增了25人隨機模式，是由隨機副本發展而來的新系統，提供沒有公會或朋友支援的玩家也可以與團隊首領交手的機會，其難度將低於普通模式，而隨機團隊所使用的團隊搜尋器，固定由2位坦克、6位治疗者、17個傷害輸出者所組成，該模式的首領掉落物，其裝備等級也將略低於普通模式的掉落物，但高於5人英雄副本的掉落物，而隨機團隊的每位首領在每周雖然也只有一次獲得掉落物的機會，但卻沒有攻略次數的限制，因此亦可視為攻略團隊的試煉石，增加攻略經驗。

### 飛行
在本資料片中，高等玩家將被允許在卡林多及東部王國使用其飛行坐騎飛行和德魯伊的飛行型態。

### 新種族職業配搭
開放了更多職業/種族的組合可供玩家選擇。
- 聯盟的新組合包括了人類獵人、矮人法師、夜精靈法師、侏儒牧師和矮人薩滿。

### 考古學
考古學將作為繼烹飪、釣魚和急救後，全新的副專業技能。考古學可以讓玩家藉由發掘世界各地的古老寶藏來獲得新技能和獎勵。

### 繪圖改進
在魔獸世界：浩劫與重生遊戲資料片首次加入DirectX 11到遊戲中，強化水體和熔岩呈現效果，動態光暈特效。

## 註解
1. ↑  . 智凡迪. 2009-08-22  [2009-08-22].
2. ↑  . 腾讯游戏. 2009-09-30  [2009-09-30]. （原始内容存档于2019-10-12）.
3. ↑  .   [2010-08-07]. （原始内容存档于2020-09-21）.
4. ↑  . 暴雪娱乐. 2009-08-22  [2009-08-22]. （原始内容存档于2012-02-07）.
5. ↑  . Blizzard Entertainment. 2009-08-22  [2009-08-22]. （原始内容存档于2012-02-23）.
6. ↑  . Blizzard Entertainment. 2009-08-22  [2009-08-22]. （原始内容存档于2012-04-16）.
7. ↑  . Blizzard Entertainment. 2009-08-22  [2009-08-22]. （原始内容存档于2012-02-07）.
8. 1 2  . 智凡迪. 2009-08-22  [2009-08-22]. （原始内容存档于2012-02-07）.

## 外部連結
- （英文）（繁體中文）《World of Warcraft: Cataclysm》多國語言官方網站 （页面存档备份，存于）
- （英文）World of Warcraft: Cataclysm——WoWWiki（一个关于魔兽的Wiki）
- （简体中文）http://www.warcraftchina.com/ （页面存档备份，存于）